# 32720 Simoeisios
32720 Simoeisios este o planetă minoră (asteroid), cu un diametru de 21,13 km, din Asteroid troian al lui Jupiter. A fost descoperită pe 16 octombrie 1977 la Observatorul Palomar de Cornelis Johannes van Houten. 
Obiectul prezintă o orbită caracterizată de o semiaxă mare de 5,1924524 UAi, o excentricitate de 0,013, o înclinație de 7,50744 ° în raport cu ecliptica.